# Katharina Otte
Katharina Otte (29 de maio de 1987) é uma jogadora de hóquei sobre a grama alemã, medalhista olímpica.

## Carreira
Otte integrou o elenco da Seleção Alemã Feminina de Hóquei Sobre Grama, nas Olimpíadas de 2016, conquistando a medalha de bronze.